# Großer Preis von Frankreich 1947
Der XXXIV. Große Preis von Frankreich (XX Grand Prix de l’Automobile Club de France) fand am 21. September 1947 auf der Rennstrecke von Lyon-Parilly in Frankreich statt. Er zählte zur Kategorie der Grandes Épreuves und wurde nach den Bestimmungen der Internationalen Grand-Prix-Formel (später Formel 1 – Rennwagen bis 1,5 Liter Hubraum mit Kompressor bzw. bis 4,5 Liter Hubraum ohne Kompressor; Renndistanz mindestens 300 km bzw. mindestens drei Stunden Renndauer) über 70 Runden à 7,289 km ausgetragen, was einer Gesamtlänge von 510,37 km entsprach.
Sieger wurde Louis Chiron mit einem Lago-Talbot „Monoplace Centrale“ der Ecurie France, der damit in Abwesenheit des favorisierten Rennstalls von Alfa Romeo den letzten Erfolg seiner Karriere bei einem Grande Épreuve erringen konnte. 

## Das Rennen
Ähnlich wie beim vorangegangenen Großen Preis von Italien hatten auch bei der Wahl des Austragungsorts zum französischen Grand Prix in erster Linie pragmatische Kriterien zugrunde gelegen. Vor allem der Transport der Zuschauer zu den Rennstrecken stellte in Zeiten von Benzinknappheit und Wochenendfahrverboten noch ein erhebliches Problem dar, so dass zur Erleichterung der Anreisemöglichkeiten ein stark improvisiert wirkender Kurs im Stadtbereich von Lyon zum Schauplatz des Rennens auserkoren wurde. Nach dem nahegelegenen Parc de Parilly benannt, bestand die Strecke im Wesentlichen aus den beiden Fahrspuren einer der großen Ausfallstraßen der Stadt, der RN 6 in Richtung Grenoble, die mit je einer engen Spitzkehre an beiden Enden pro Runde jeweils einmal in Hin- wie auch in Gegenrichtung durchfahren wurde.
Ein weiteres augenscheinliches Defizit der Veranstaltung war außerdem die Abwesenheit der Werksmannschaft von Alfa Romeo, die die Saison mit Siegen in allen drei bis dahin ausgetragenen Grandes Épreuves klar dominiert hatten. Ursprünglich hatte man Jean-Pierre Wimille für das Rennen sogar ein Auto zugesagt, der aber nach seinem Verstoß gegen die vorgegebene Stallorder beim Großen Preis von Belgien vom Team für den Rest der Saison suspendiert worden war.
Gerade das Fehlen dieses „Über-Teams“ sorgte jedoch dafür, dass zum ersten Mal in der Saison der Ausgang eines Großen Preises nicht praktisch schon von vorneherein feststand. Als favorisiert galt dabei in erster Linie die Meute der Maserati 4CL, die auch hier wieder zahlreich vertreten waren. Allerdings machte die als inoffizielle Werksmannschaft operierende Scuderia Ambrosiana dem chaotischen Ruf Maseratis einmal mehr alle Ehre, als sie, nach eigenen Angaben durch Streiks bei der Anreise behindert, erst nach Abschluss der Trainingssitzungen vor Ort eintraf, so dass die beiden Spitzenpiloten Luigi Villoresi und Alberto Ascari mangels Trainingszeit nicht zum ersten Mal in dieser Saison ein Rennen wieder einmal von ganz hinten in der Startaufstellung aufnehmen mussten.
Hauptgegner der Maseratis war die Écurie France, die mit dem einzigen reinrassigen Grand-Prix-Modell von Lago-Talbot, wie das Unternehmen nach der Übernahme durch Anthony Lago nun üblicherweise bezeichnet wurde, dem sogenannten „Monoplace Centrale“, in den Händen der Fahrerlegende Louis Chiron antrat. Das Team hatte schließlich auch Wimille noch ein Angebot unterbreitet, ihm die Teilnahme an seinem Heimrennen zu ermöglichen. Weil Chiron jedoch nicht bereit war, auf sein Auto zu verzichten, lehnte es der Franzose ab, mit einem anderen, in seinen Augen weniger konkurrenzfähigen Fahrzeug anzutreten.
Eine gänzlich unbekannte Größe war außerdem der CTA-Arsenal von Raymond Sommer, der nach dem Krieg bislang als Maserati-Fahrer bereits einige Male mit großartigen Leistungen in Erscheinung getreten war. Bei dem Auto handelte es sich um ein weiteres Projekt eines französischen Nationalrennwagens, das von einer Unterbehörde des Verteidigungsministeriums, dem Centre d’études Techniques de l’Automobile et du Cycle (kurz CTA) unter der technischen Leitung von Albert Lory ausgeführt wurde. Lory war bekannt geworden durch den von ihm gezeichneten Delage Type 15 S 8, der 1927 alle Läufe zur damaligen Automobilweltmeisterschaft souverän dominiert hatte. Zwar gab der von ihm entwickelte V8-Kompressormotor des CTA-Arsenal mit Doppelaufladung beachtliche 260 PS Leistung ab, doch konnte das Chassis mit seiner ungewöhnlichen, völlig antiquiert erscheinenden Auslegung seine militärische Abkunft kaum verleugnen, so dass es für die Piloten praktisch unmöglich war, das Fahrzeug schon auf gerader Strecke in der Spur zu halten. Glücklicherweise wurde Sommer jedoch im Rennen noch auf der Startlinie von dem Auto erlöst, als die abrupt greifende Kupplung zu einem Abscheren der Antriebswellen führte.
Im Rennen hatten auch andere Teilnehmer mit einigen Problemen zu kämpfen, so dass sich in der Anfangsphase nicht weniger als fünf Fahrer nacheinander in der Führungsposition ablösten. Am Start war zunächst Maserati-Fahrer Henri Louveau in Front, der bald von seinen Markengefährten Pierre Levegh und anschließend dem ebenfalls unter einem Pseudonym (Georges Raph) startenden George Raphaël Béthenod de Montbressieux abgelöst wurde. Bis zur dritten Runde hatte sich schließlich Villoresi von seiner letzten Startposition durch das gesamte Feld nach vorne gearbeitet, nur um eine Runde später mit Motorschaden auszuscheiden, so dass schließlich mit Emmanuel de Graffenried der insgesamt fünfte und letzte Maserati-Fahrer die Führung übernahm. 
In der Zwischenzeit hatte sich Louis Chiron, seiner üblichen Renntaktik folgend, nach dem Start noch eher zurückgehalten, begann nun aber, nachdem sich das Rennen etwas gesetzt hatte, auf den Führenden Boden gut zu machen. Als er in Runde acht am Schweizer Piloten vorbeiging, war das Rennen damit praktisch entschieden, zumal de Graffenried schließlich ebenfalls noch mit einem technischen Defekt aufgeben musste. Während Chiron das Rennen an der Spitze nun bis zum Ende sicher kontrollierte, entwickelte sich jedoch hinter ihm in der 23. Runde eine Tragödie. In Vorwegnahme der Le-Mans-Katastrophe von 1955 kam Levegh mit seinem Maserati auf der langen Geraden mit blockiertem Antriebsstrang bei voller Fahrt ins Schleudern und landete anschließend in den Zuschauerrängen. Vier Personen wurden bei dem Unfall getötet und sechzehn weitere, den Unglücksfahrer eingeschlossen, der im Anschluss ein volles Jahr pausieren musste, zum Teil erheblich verletzt. 
Erst ganz zum Ende des Rennens wurde der Ausgang schließlich doch noch einmal spannend, weil an Chirons Talbot die Kühlwassertemperatur anstieg. Es gelang ihm jedoch, die Boxenmannschaft des zu diesem Zeitpunkt zweitplatzierten Maserati-Fahrers Henri Louveau über den Zustand seines Rennwagens zu täuschen, indem er bei jeder Vorbeifahrt Vollgas gab, so dass Louveau keine Anstrengungen mehr unternahm, aus der Situation doch noch einmal Profit zu schlagen.

## Meldeliste
| Team                                                 | Nr. | Fahrer                              | Info  | Chassis                              | Motor                           | Reifen |
| ---------------------------------------------------- | --- | ----------------------------------- | ----- | ------------------------------------ | ------------------------------- | ------ |
| C. Pozzi a/ E. Chaboud                               | 02  | Eugène Chaboud                      |       | Talbot-Lago T150C/T26 „Spéciale“     | Talbot-Lago T26 4.5L I6         |        |
| C. Pozzi a/ E. Chaboud                               | 32  | Charles Pozzi                       |       | Delahaye 135S „Coursifée“            | Delahaye 3.6L I6                |        |
| E. Mouche                                            | 04  | Gianfranco Comotti                  |       | Talbot-Lago T150C „Coursifée“        | Talbot-Lago 4.0L I6             |        |
| E. Mouche                                            | 04  | Edmond Mouche                       | DNA   | Talbot-Lago T150C „Coursifée“        | Talbot-Lago 4.0L I6             |        |
| Écurie France                                        | 06  | Louis Chiron                        |       | Talbot-Lago T26 „Monoplace Centrale“ | Talbot-Lago T26 4.5L I6         |        |
| Écurie France                                        | 08  | Yves Giraud-Cabantous/ Lord Selsdon |       | Talbot-Lago T26SS „Coursifée“        | Talbot-Lago T26 4.5L I6         |        |
| Écurie France                                        | 10  | Luigi Chinetti                      |       | Talbot-Lago T26 „Monoplace Décalée“  | Talbot-Lago T26 4.5L I6         |        |
| Écurie France                                        | 12  | Jean-Pierre Wimille                 | DNA b | Talbot-Lago                          | Talbot-Lago T26 4.5L I6         |        |
| Centre d’étude technique de l’automobile et du cycle | 14  | Raymond Sommer                      |       | CTA-Arsenal                          | CTA-Arsenal 1.5L V8 Kompressor  |        |
| Écurie Naphtra Course                                | 16  | Pierre Levegh                       |       | Maserati 4CL(T) c                    | Maserati 4CL 1.5L I4 Kompressor |        |
| Écurie Naphtra Course                                | 18  | „Raph“                              |       | Maserati 4CL                         | Maserati 4CL 1.5L I4 Kompressor |        |
| Écurie Naphtra Course                                | 20  | Georges Grignard                    | DNA   | Maserati 4CL                         | Maserati 4CL 1.5L I4 Kompressor |        |
| Scuderia E. Platé                                    | 22  | Emmanuel de Graffenried             |       | Maserati 4CL(T)                      | Maserati 4CL 1.5L I4 Kompressor |        |
| Scuderia E. Platé                                    | 22  | Enrico Platé                        | DNA d | Maserati 4CL(T)                      | Maserati 4CL 1.5L I4 Kompressor |        |
| Scuderia E. Platé                                    | 24  | Henri Louveau                       |       | Maserati 4CL(T)                      | Maserati 4CL 1.5L I4 Kompressor |        |
| ERA Ltd.                                             | 26  | Leslie Brooke                       |       | ERA E-Type                           | ERA 1.5L I6 Kompressor          |        |
| R. Parnell                                           | 28  | Reg Parnell/ „Wilkie“ Wilkinson     |       | ERA E-Type                           | ERA 1.5L I6 Kompressor          |        |
| Écurie Rosier                                        | 30  | Louis Rosier                        |       | Talbot-Lago T150SS „Spéciale“        | Talbot-Lago 4.0L I6             |        |
| Écurie Rosier                                        |     | André Morel                         | RES   |                                      |                                 |        |
| Écurie Wimille                                       | 34  | Jean-Pierre Wimille                 | DNA   | Alfa Romeo 158                       | Alfa Romeo 1.5L I8 Kompressor   |        |
| Écurie Wimille                                       | 36  | Fahrer nicht benannt                | DNA   | Alfa Romeo 158                       | Alfa Romeo 1.5L I8 Kompressor   |        |
| P. Whitehead                                         | 38  | Peter Whitehead/ Ian Connell        |       | ERA B-Type                           | ERA 1.5L I6 Kompressor          |        |
| P. Meyrat                                            | 40  | Pierre Meyrat/ Maurice Varet        |       | Delahaye 138C „Coursifée“            | Delahaye 3.6L I6                |        |
| Scuderia Ambrosiana                                  | 42  | Luigi Villoresi                     |       | Maserati 4CL(T)                      | Maserati 4CL 1.5L I4 Kompressor |        |
| Scuderia Ambrosiana                                  | 44  | Alberto Ascari                      |       | Maserati 4CL(T)                      | Maserati 4CL 1.5L I4 Kompressor |        |

## Klassifikation

### Startaufstellung
| 3                  |                             | 2                   |                           | 1                    |
| ------------------ | --------------------------- | ------------------- | ------------------------- | -------------------- |
| Chaboud 3:23,1 min |                             | Chiron 3:18,3 min   |                           | Louveau 3:17.9 min   |
|                    | 5                           |                     | 4                         |                      |
|                    | „Raph“ 3:26,6 min           |                     | „Levegh“ 3:24,4 min       |                      |
| 8                  |                             | 7                   |                           | 6                    |
| Brooke 3:29,8 min  |                             | Rosier 3:29,0 min   |                           | Whitehead 3:26,7 min |
|                    | 10                          |                     | 9                         |                      |
|                    | Giraud-Cabantous 3:35,5 min |                     | Parnell 3:34,2 min        |                      |
| 13                 |                             | 12                  |                           | 11                   |
| Sommer 3:45,5 min  |                             | Meyrat 3:41,4 min a |                           | Pozzi 3:37,2 min     |
|                    | 15                          |                     | 14                        |                      |
|                    | Comotti ohne Zeit           |                     | de Graffenried 4:14,6 min |                      |
| 18                 |                             | 17                  |                           | 16                   |
| Chinetti ohne Zeit |                             | Ascari ohne Zeit    |                           | Villoresi ohne Zeit  |

### Rennergebnis
| Pos. | Nr. | Fahrer                             | Konstrukteur | Runden | Zeit        | Ausfallgrund     |
| ---- | --- | ---------------------------------- | ------------ | ------ | ----------- | ---------------- |
| 1    | 6   | Louis Chiron                       | Talbot       | 70     | 4:03:40,7 h |                  |
| 2    | 24  | Henri Louveau                      | Maserati     | 70     | 4:05:18,6 h |                  |
| 3    | 2   | Eugène Chaboud                     | Talbot       | 69     | + 1 Runde   |                  |
| 4    | 30  | Louis Rosier                       | Talbot       | 69     | + 1 Runde   |                  |
| 5    | 32  | Charles Pozzi                      | Delahaye     | 67     | + 3 Runden  |                  |
| DNF  | 44  | Alberto Ascari                     | Maserati     | 63     |             | Zündung          |
| 6    | 4   | Gianfranco Comotti                 | Talbot       | 62     | + 8 Runden  |                  |
| 7    | 40  | Leslie Johnson/ Ian Connell        | ERA          | 61     | + 9 Runden  |                  |
| 8    | 40  | Pierre Meyrat/ Maurice Varet       | Delahaye     | 61     | + 9 Runden  |                  |
| DNF  | 8   | Yves Giraud-Cabantous Lord Selsdon | Talbot       | 39     |             | Motor            |
| DNF  | 28  | Reg Parnell „Wilkie“ Wilkinson     | ERA          | 39?    |             | Lenkung / Unfall |
| DNF  | 16  | „Raph“                             | Maserati     | 36     |             | Motor            |
| DNF  | 18  | „Pierre Levegh“                    | Maserati     | 23     |             | Unfall           |
| DNF  | 22  | Emmanuel de Graffenried            | Maserati     | 22     |             | Motor            |
| DNF  | 42  | Luigi Villoresi                    | Maserati     | 4      |             | Motor            |
| DNF  | 26  | Leslie Brooke                      | ERA          | 1      |             | Motor            |
| DNF  | 10  | Luigi Chinetti                     | Talbot       | 1      |             | Motor            |
| DNF  | 14  | Raymond Sommer                     | CTA-Arsenal  | 0      |             | Hinterachse      |

Schnellste Rennrunde:  Alberto Ascari /  Luigi Villoresi (Maserati), 3:17,5 min = 132,9 km/h